# Montlake Cut

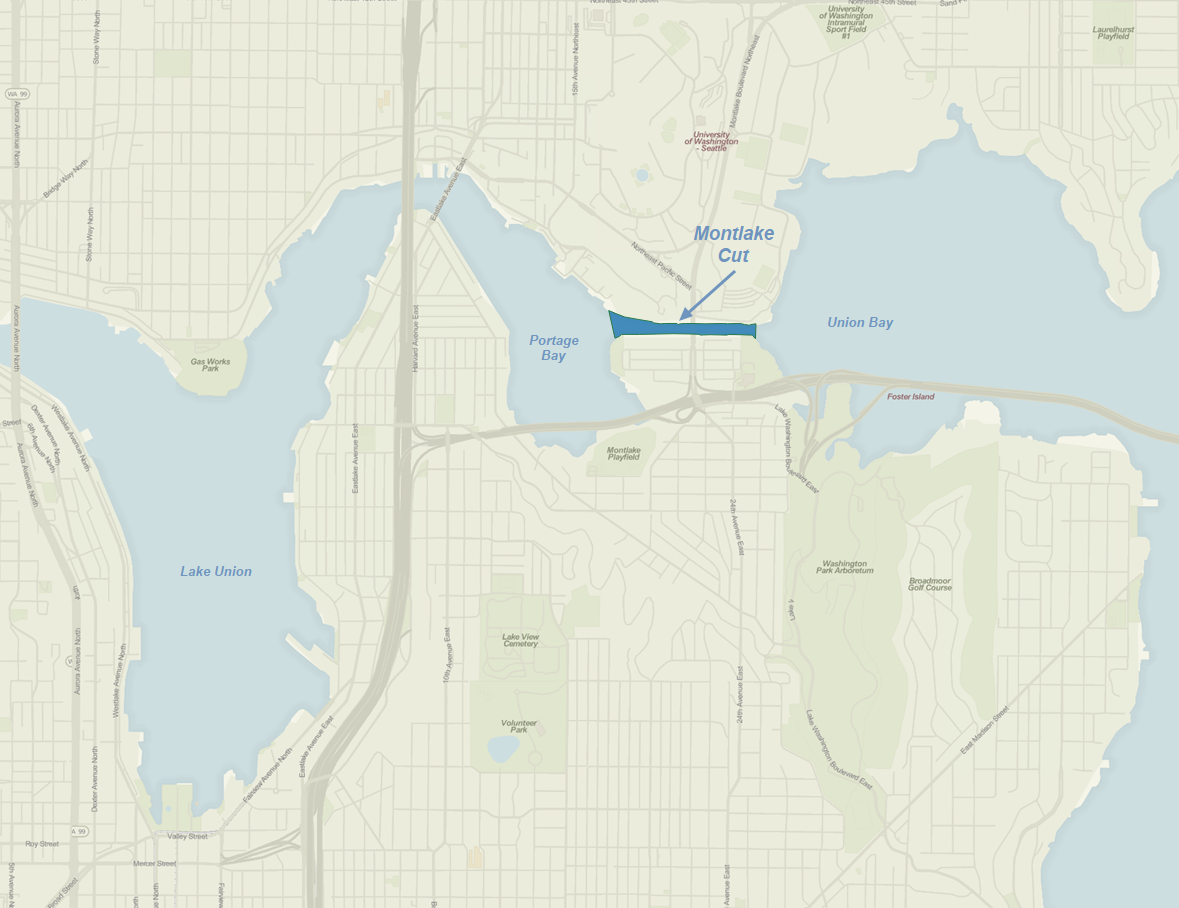
Karte von Seattle mit dem Montlake Cut (blau)

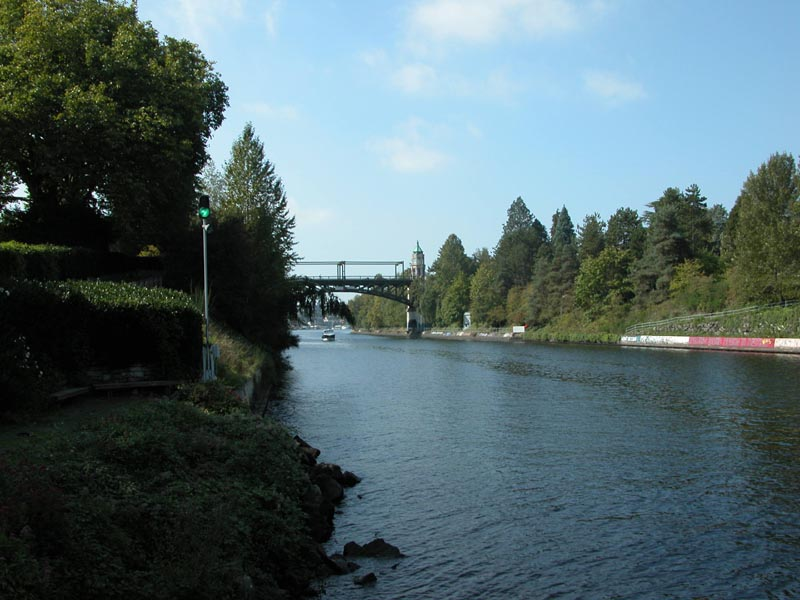
Der Montlake Cut, Blick nach Westen

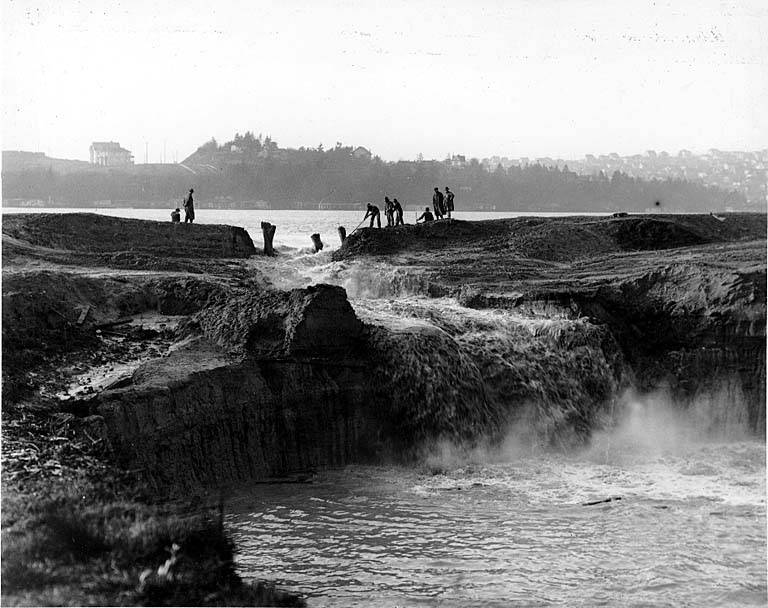
Ein Foto mit dem Titel „Durchstich des Damms am Montlake Cut zwischen dem Lake Washington und dem Lake Union“. Der Text auf der Rückseite lautet „Abfluss des Lake Union in den Lake Washington Canal - Dez. 1913“

Der Montlake Cut ist der östlichste Teil des Lake Washington Ship Canal, welcher die Stadt Seattle durchquert und den Lake Washington mit dem Puget Sound verbindet. Er ist etwa 2.500 ft (ca. 800 m) lang und 350 ft (ca. 110 m) breit. Der im Zentrum gelegene Kanal ist 100 ft (ca. 30 m) breit und 30 ft (ca. 10 m) tief. Der Weg entlang des Einschnitts (engl. „cut“) wurde 1971 als Montlake Cut National Waterside zum National Recreation Trail erklärt.
Der Cut ermöglicht eine Verbindung zwischen der Union Bay, einem Teil des Lake Washington, im Osten und der Portage Bay, einem Arm des Lake Union, im Westen. Er wird von der Montlake Bridge überquert, einer  Klappbrücke (Zugbrücke), über die der Montlake Boulevard (Washington State Route 513) verläuft. Der größte Teil des Landes am Nordende des Cuts ist von der University of Washington belegt, im Westen von der Medical School (medizinische Fakultät) und im Osten vom Parkplatz des Stadions; Wohngebäude und ein Spazierweg belegen als Teil des Stadtviertels Montlake die Südseite. Das Viertel ist Austragungsort des jährlich stattfindenden Windermere Cup, einer Ruderregatta, und der Seattle Yacht Club's Opening Day Boat Parade, des Ansegelns des Clubs, die beide am ersten Samstag im Mai stattfinden.
Der Cut senkte den Wasserspiegel des Sees um 8,8 ft (2,7 m) und entwässerte die Feuchtgebiete um den See herum; die Absenkung betraf insbesondere den Abfluss über den Black River (am Südende des Sees in Renton).
Der ursprüngliche Name des Montlake Cut war Erickson Cut. Der Unternehmer C. J. Erickson startete mit dem großen Projekt, als er seinen großen Dampfbagger während einer Eröffnungsfeier am 27. Oktober 1909 einschaltete. Dies geschah im Anschluss an die Weltausstellung 1909 („Alaska-Yukon-Pacific Exposition“) als letzte Etappe zur Vollendung des Lake Washington Ship Canal. Anwesend waren Richter Roger S. Greene, Richter Thomas Burke, J. S. Brace und John H. McGraw, die an diesem Tag den ersten Spatenstich machten.
Die Duwamish nannten das Gebiet „ein Kanu tragen“ (Lushootseed: sxWátSadweehL). Die Indianer hatten ihre Kanus seit Jahrhunderten zwischen den Seen über Land getragen oder einen temporären Bach benutzt, der Wasser führte, wenn der Lake Washington überfloss.
„The Cut“ ist die Heimstatt der University of Washington Rowing Teams (der Rudermannschaften), wo die letzten 500 Meter der 2.000 Meter langen Rennstrecke liegen.